# Black Star (album NoNe)
Black Star – trzeci album zespołu NoNe wydany w wytwórni płytowej Metal Mind Productions w 2003. 
Materiał na płytę był nagrywany od lutego 2003 w Studio Q w Pile. Z płyty pochodzi singel „Get into my Mind”, do którego nakręcono teledysk z wrocławską Grupą 13. Klip ten trzy razy znalazł się na pierwszym miejscu listy „Hell’s Kitchen” telewizji muzycznej VIVA,następnie utrzymywał się na niej przez 30 tygodni.

## Lista utworów
1. „Black Star” – 4:21
2. „Get Into My Mind” – 4:16
3. „Hard on My Way” – 4:35
4. „Closed System” – 4:35
5. „M.A.S. (Mutual Admiration Society)” – 4:08
6. „From Hell” – 3:32
7. „Empty Words” – 4:36
8. „The Other Eyes” – 3:19
9. „Burning Land” – 7:24
10. „Around Me” – 5:22

## Twórcy
Skład zespołu
- Aleksander „Olass” Mendyk – gitara, wokal
- Mikołaj „eMeF” Fajfer – wokal
- Rafał „Metokles” Janas – gitara
- Michał „Mihau” Kaleciński – gitara basowa
- Tomasz „Demolka” Molka – perkusja

Udział innych
- Bartosz Wawrzyniak (DezireMonster) – partie gitarowe[11]
- Tomasz Rożek – realizacja nagrań w Studio Q[11]